# Sareyamou
Sareyamou è un comune rurale del Mali facente parte del circondario di Diré, nella regione di Timbuctù.
Il comune è composto da 15 nuclei abitati:
- Banagaditya
- Chirfiga
- Doukoure Aly
- Fatta
- Gabi Koira
- Gabongo Fadahit
- Goiroum
- Hororsséno
- Koïto
- Mati
- Milala
- Sareyamou
- Siba Ouro Aly
- Soba Gabéry
- Teyba